# 蒲池治久
蒲池 治久（かまち はるひさ）は、戦国時代の武将。筑後国南部の戦国大名。蒲池氏14代・後蒲池5代当主。筑後柳川城主。

## 生涯
蒲池氏は筑後の大身。祖父・蒲池繁久の代より、豊後国の大友氏幕下の筑後領主として存続していた。慣例によって大友氏当主大友親治から偏諱（「治」の字）を下賜されて治久と名乗る。
もともとは下筑後地方（筑後南部）の領主であったが、文亀年間（1501年 - 1504年）に蒲池城の支城である柳川城を築城し、ここを蒲池氏の本拠とした（のち永禄年間（1558年 - 1570年）に孫の鑑盛（宗雪）によって同城の本格的な改築が行われている）。また同時期には長福寺を修改築し、以降この寺は蒲池氏累代の菩提寺となる（尚、同寺の名称は、享禄年間（1528年 - 1531年）に治久を埋葬した際、治久の法号に因んで宗久寺となり、さらに崇久寺と改められている）。他には永正4年（1508年）5月に将軍・足利義尹（義稙）の上洛の際に供奉したという史実も残っている。
横溝城（現:福岡県三潴郡大木町横溝本村）に実弟久弘を代官として在城させるなどして、蒲池氏の勢力拡大をはかったが、これを危惧した大友親治は、治久の次男・親広に上妻郡山下村（540町）の所領を与えて別家（上蒲池家）を興させることで蒲池氏の勢力を分割させた。二家に分割された長男・鑑久の嫡流（柳川、下蒲池）と次男・親広の分流（山下、上蒲池）は双方とも同格の大名分として扱われ、共に筑後十五城に数えられる一族に発展していこととなる。
前述の通り、享禄年間（1528-1531年）以前に死去、遺体は崇久寺に埋葬された。家督は嫡男の鑑久が継ぎ、同時に柳川城主となった。